# Cdrdao
cdrdao est un logiciel de gravure libre en lignes de commande permettant la gravure en mode Disk-At-Once (DAO).
Il est disponible sous plusieurs systèmes de type Unix (Linux, FreeBSD, Solaris, HP-UX, IRIX, OS/2, UnixWare) et Microsoft Windows.
Il est souvent utilisé conjointement avec mkisofs et cdrecord.
Ses principales fonctionnalités sont la copie de CD ou DVD à la volée et la gravure de CD audio.